# Tatocnemis denticularis
Tatocnemis denticularis là loài chuồn chuồn trong họ Megapodagrionidae. Loài này được Aguesse mô tả khoa học đầu tiên năm 1968.